# Waigandshain
Waigandshain là một đô thị trong huyện Westerwald bang Rheinland-Pfalz thuộc nước Đức. Đô thị Waigandshain có diện tích 4,05 km², dân số là 216 người (31/12/2006).